# サミュエル・ピエット
サミュエル・ピエット（Samuel Piette、1994年11月12日 - ）は、カナダ出身の同国代表サッカー選手。CFモントリオール所属。ポジションはMF。

## 経歴

### クラブ
FCメスの下部組織を経て、2012年にフォルトゥナ・デュッセルドルフのユースチームに加入。2014年4月4日のSCパーダーボルン07戦でプロデビューを果たした。
2014年8月25日、デポルティーボ・ラ・コルーニャのセカンドチームと契約を結んだ。
2016年7月16日、イサラFCに加入。
2017年8月3日、母国カナダに帰国しメジャーリーグサッカーのモントリオール・インパクトと契約を結んだ。

### 代表
2012年2月、アルメニア代表との親善試合で代表初召集を受けたが、試合には出場しなかった。6月3日、アメリカ合衆国代表との試合でカナダ代表デビューを果たした。

## 代表歴

### 出場大会
- カナダ代表
  - 2022 FIFAワールドカップ

### 試合数
- 国際Aマッチ 68試合 0得点（2012年-）[9]

| カナダ代表 | 国際Aマッチ | 国際Aマッチ |
| 年         | 出場        | 得点        |
| ---------- | ----------- | ----------- |
| 2012       | 1           | 0           |
| 2013       | 6           | 0           |
| 2014       | 2           | 0           |
| 2015       | 12          | 0           |
| 2016       | 8           | 0           |
| 2017       | 8           | 0           |
| 2018       | 3           | 0           |
| 2019       | 7           | 0           |
| 2020       | 3           | 0           |
| 2021       | 11          | 0           |
| 2022       | 6           | 0           |
| 2023       | 1           | 0           |
| 2024       |             |             |
| 通算       | 68          | 0           |

## タイトル

### クラブ
モントリオール・インパクト
- カナディアン・チャンピオンシップ: 2019[10]